# Autocarro blindato antiaereo Pierce-Arrow
L'autocarro blindato Pierce-Arrow era un veicolo semovente anti-aereo dotato di un cannone Vickers-Armstrong QF 2 lb, soprannominato "pom-pom". Questo cannone era utilizzato dalla Royal Marine Artillery durante la prima guerra mondiale.

## Design
Il camion AA Pierce-Arrow era un blindato a tetto scoperto basato sullo scafo dell'autocarro americano da 5t della Pierce-Arrow Motor Car Company dotato di una struttura supplementare blindata e di un cannone antiaereo da 40mm QF-2 "pom-pom". Il Pierce-Arrow disponeva di un motore anteriore protetto da due pannelli di metallo a battente. Dietro al motore vi era un compartimento chiuso per il conducente e nella parte posteriore vi erano gli armamenti nell'area a tetto scoperto.
Oltre al cannone da due libbre "pom-pom" il veicolo poteva essere dotato di una o più mitragliatrici Vickers .303 (7,7mm) installate sempre nel vano posteriore scoperto che poteva immagazzinare munizioni o altro equipaggiamento, inoltre erano previsti altri vani sui lati dove collocare altre munizioni. Si stima che il peso a pieno carico di questo veicolo si attestasse intorno alle 6,1 tonnellate.
I primi 32 camion AA blindati Pierce-Arrow disponevano di una blindaturadi 5mm, mentre gli ultimi 16 furono dotati di una blindatura superiore, pari a 8mm, sempre fissata al telaio stesso.
Il camion AA Pierce-Arrow disponeva di trazione posteriore, di sospensioni a balestra ed il passo da asse anteriore a quello posteriore era di 4,3 metri. Il motore, un 4 cilindri a benzina, sviluppava circa 30 cavalli (22kW).

## Storia
Il 30 dicembre 1914 l'Ammiragliato fece un ordine con la Wolseley Motors Ltd per la conversione di 48 autocarri Pierce-Arrow per la brigata antiaerea della Royal Marine Artillery. Tutti i 48 esemplari furono consegnati tra aprile e giugno 1915.
La brigata antiaerea della Royal Marine Artillery aveva a disposizione solamente 16 cannoni QF-2 libbre "pom-pom"  per equipaggiare i primi veicoli mentre i rimanenti camion sarebbero rimasti di riserva in attesa di nuove forniture.
Per via della carenza di cannoni QF-2, solo due batterie disposero di veicoli entro la fine dell'aprile 1915 e furono inviate immediatamente sul fronte francese. Il 28 aprile giunsero in Francia e solo due giorni dopo fu rivendicato il primo successo con l'abbattimento del primo aereo nemico il 30 aprile.
La terza e la quarta batteria giunsero sul campo di battaglia rispettivamente ad agosto ed a settembre con la successiva disponibilità di nuovi cannoni.  Man mano che diventavano disponibili più libbre da 2 libbre, nell'agosto del 1915 fu aggiunta una terza batteria con la quarta e ultima batteria operativa a settembre.
Durante il servizio presso la brigata anti-aerea della Royal Marine Artillery dal 1915 al 1917, quando furono sostituiti dai cannoni QF-13-libbre 9 cwt, i Pierce-Arrow rivendicarono l'abbattimento di oltre venti aeroplani tedeschi. Il contributo del veicolo nel conflitto fu quello di costringere gli aerei da ricognizione nemici a volare ad altitudini superiori (fino a 3000 metri) facendoli risultare meno efficaci. Il No 1 Squadron, Royal Naval Armoured Car Division sotto il comando di Oliver Locker-Lampson dispose di un Pierce-Arrow durante la sua spedizione in Russia e nel Caucaso.

## Autocarro blindato antiaereo Peerless
Nel gennaio e febbraio del 1915 il War Office ordinò altri 16 camion dalla Wolseley Ltd per l'esercito imperiale russo, nonostante questi ultimi fossero costruiti sul telaio dell'autocarro da 5 tonnellate della Peerless Motor Company.
Il telaio Peerless aveva dimensioni similari a quelle del Pierce-Arrow quindi venne utilizzata la stessa blindatura e fu dotato anch'esso di un cannone "pom-pom" da due libbre e di una mitragliatrice Vickers. Fu consegnato in Russia nel 1916 ed i russi in tempi successivi montarono su alcuni modelli una piccola torretta al posto del cannone da due libbre.